# Juliana Hatfield
Juliana Hatfield, née le 27 juillet 1967 à Wiscasset (États-Unis), est une musicienne et auteure-compositrice-interprète américaine.
Elle se fait connaître au sein des groupes d'indie rock Blake Babies et Some Girls. Elle joue ensuite avec son propre groupe, The Juliana Hatfield Three, en solo, ou en duo avec Matthew Caws au sein de Minor Alps. 

## Livres

### Autobiographie
- When I Grow Up, éd.  Wiley, John & Sons, Incorporated, 2008,

### Partitions
- Only Everything: Guitar/Vocal with Tablature, éd. Alfred Music, 1995

## Discographie

### Albums solo
- Hey Babe (1992)
- Only Everything (1995)
- Bed (1998)
- Beautiful Creature (2000)
- Juliana's Pony: Total System Failure (2000)
- In Exile Deo (2004)
- Made in China (2005)
- How to Walk Away (2008)
- Peace & Love (2010)
- There's Always Another Girl (2011)
- Juliana Hatfield (2012)
- Wild Animals (2013)
- Pussycat (2017)
- Juliana Hatfield Sings Olivia Newton-John (2018)
- Weird (2019)
- Juliana Hatfield sings The Police (2019)
- Blood (2021)

### Blake Babies
- Nicely, Nicely (1987)
- Earwig (1989)
- Sunburn (1990)
- God Bless The Blake Babies (2001)

### Some Girls
- Feel It (2003)
- Crushing Love (2006)

### Minor Alps
- Get There (2013)

### The Juliana Hatfield Three
- Become What You Are (1993)
- Whatever, My Love (2015)

### The I Don't Cares
- Wild Stab (2016)